# Grenze zwischen Frankreich und Monaco

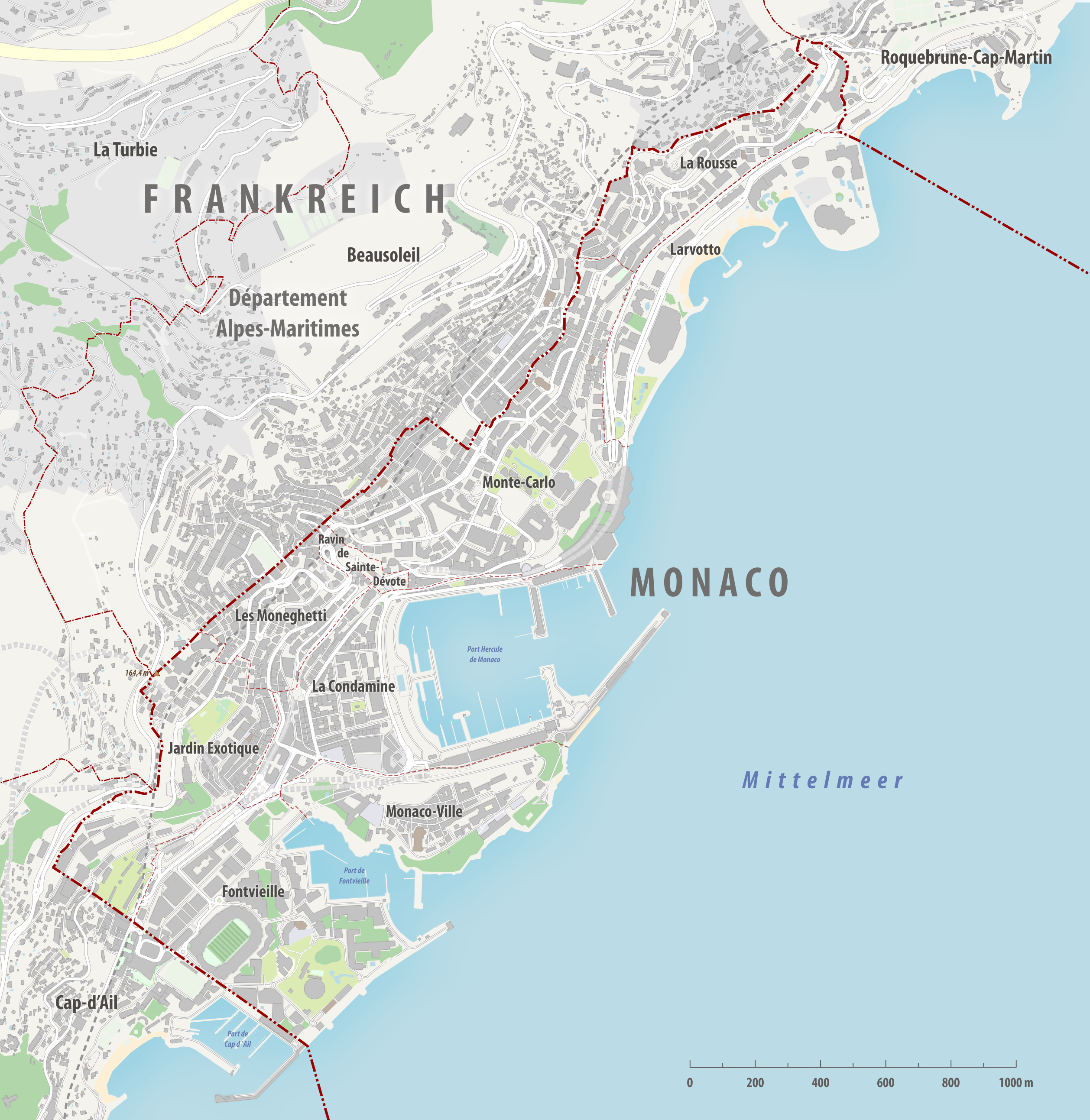
Grenzverlauf zwischen der Französischen Republik und dem Fürstentum Monaco

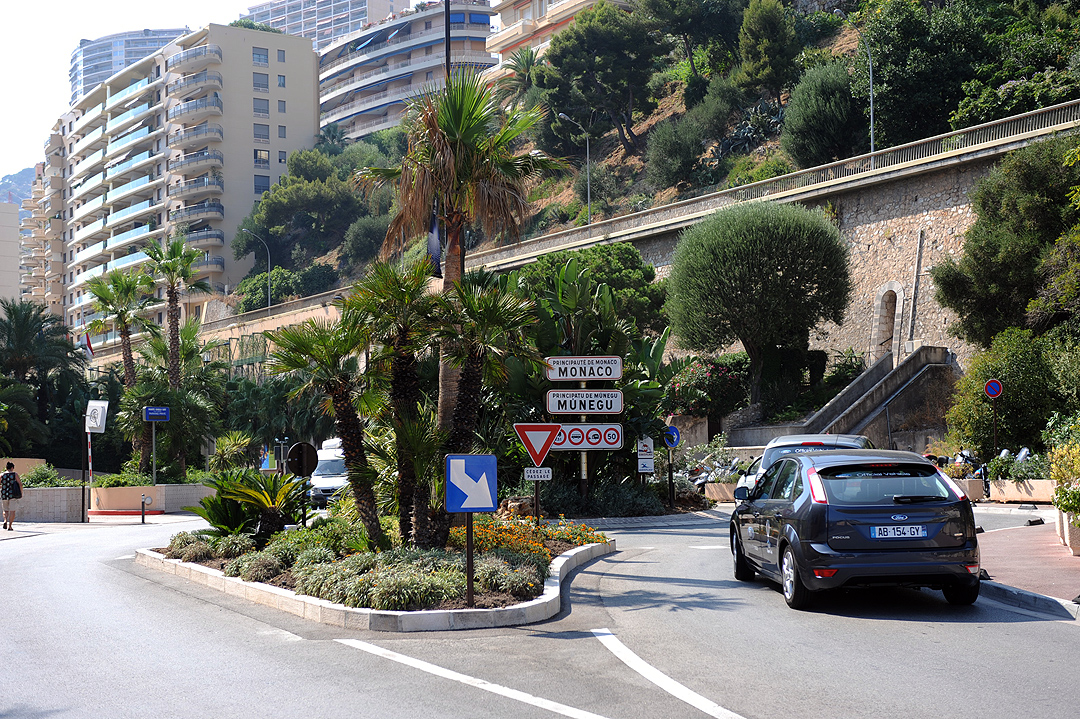
Grenze zwischen Monaco und der Gemeinde Roquebrune-Cap-Martin

Die Grenze zwischen Frankreich und Monaco hat eine Länge von 5469 Metern. Das Fürstentum Monaco weist einzig die Grenze zur Französischen Republik auf.
Die französischen Nachbargemeinden, die an den Stadtstaat Monaco unmittelbar grenzen, lauten (im Uhrzeigersinn): Cap-d’Ail, La Turbie, Beausoleil, Roquebrune-Cap-Martin. Von den insgesamt 5469 Metern der Staatsgrenze grenzt Monaco mit 1341 Metern an Cap-d’Ail, mit 390 Metern an La Turbie, mit 3274 Metern an Beausoleil und mit 464 Metern an Roquebrune-Cap-Martin.

## Geschichte
Der Grenzverlauf geht im Westen auf die Festlegung zwischen dem Fürstentum Monaco und der Grafschaft Nizza als Teil des Königreichs Sardinien zurück, die am 14. Juni 1860 an Frankreich angeschlossen wurde. Im Ostteil und teilweise auch im Norden beruht er auf dem am 2. Februar 1861 in Paris unterzeichneten Vertrag, mit dem das Fürstentum die Hoheitsrechte, die es in den Gemeinden Menton und Roquebrune besaß, gegen Zahlung einer Entschädigung von vier Millionen Goldfranken an Frankreich abtrat.

## Gemeinden an der Staatsgrenze (von Ost nach West)
| F R A N K R E I C H | F R A N K R E I C H    | F R A N K R E I C H |               | M O N A C O      | M O N A C O |
| Département         | Gemeinde               | Grenz- übertritt    |               | Grenz- übertritt | Stadtbezirk |
| ------------------- | ---------------------- | ------------------- | ------------- | ---------------- | ----------- |
| Mittelmeer          |                        |                     |               |                  |             |
| Alpes-Maritimes     | Roquebrune-Cap-Martin  |                     | S e a l p e n |                  | Larvotto    |
| Alpes-Maritimes     | Roquebrune-Cap-Martin  | La Rousse           | S e a l p e n |                  |             |
| Alpes-Maritimes     | Beausoleil             |                     | S e a l p e n |                  |             |
| Alpes-Maritimes     | Monte-Carlo            |                     | S e a l p e n |                  |             |
| Alpes-Maritimes     | Ravin de Sainte-Dévote |                     | S e a l p e n |                  |             |
| Alpes-Maritimes     | Les Moneghetti         |                     | S e a l p e n |                  |             |
| Alpes-Maritimes     | Jardin Exotique        |                     | S e a l p e n |                  |             |
| Alpes-Maritimes     | La Turbie              |                     | S e a l p e n |                  |             |
| Alpes-Maritimes     | Cap-d’Ail              |                     | S e a l p e n |                  |             |
| Alpes-Maritimes     | Fontvieille            |                     | S e a l p e n |                  |             |
| Mittelmeer          |                        |                     |               |                  |             |